# Греківка (річка)
Грекі́вка — мала річка в Україні, права притока Сіверського Дінця, впадає поблизу села Кам'янка. Басейн Сіверського Дінця. Довжина 8,8 км. Площа водозбірного басейну 150 км². Похил 3,4 м/км.
Бере початок в лісовому масиві біля с. Довгеньке. Тече переважно з півдня на північ територією Ізюмського району Харківської області. До річки впадають два-три невеликих потічки. Поблизу Кам'янки споруджено невелике водосховище Греківка, яке використовує рибне господарство СЗАТ «ІЗЮМРИБА».